# Franz Hettinger

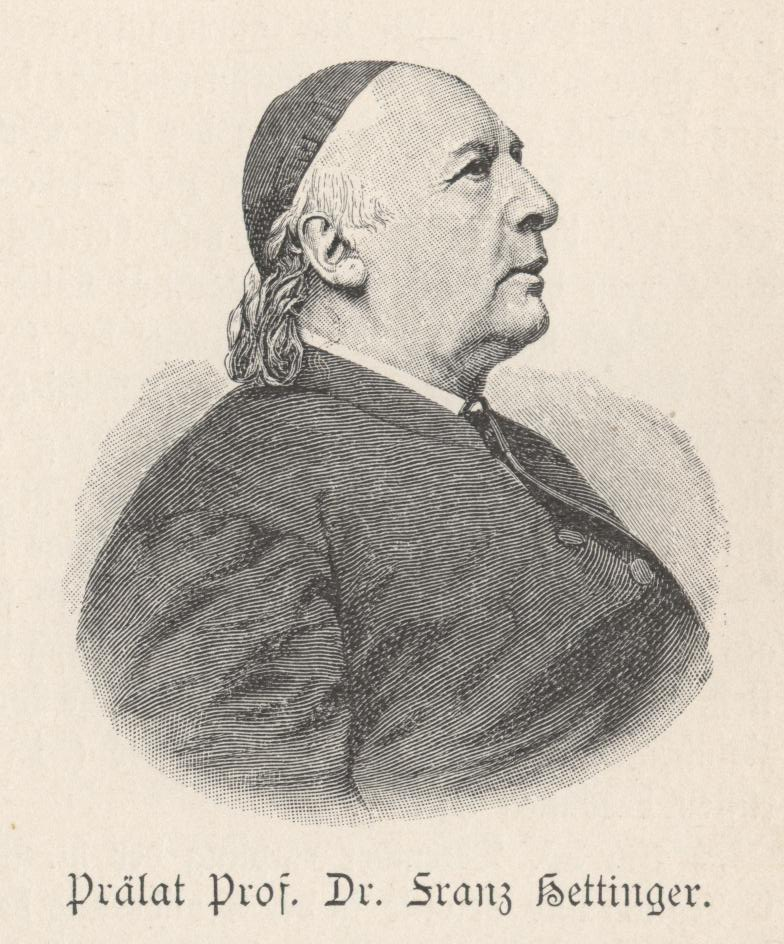
Franz Hettinger.

Franz Hettinger, född 13 januari 1819 i Aschaffenburg, död 26 januari 1890 i Würzburg, var en tysk romersk-katolsk teolog.
Hettinger blev professor i Würzburg 1857. Av Hettingers skrifter märks Apologie des Christentums (1863–1867, 10:e upplagan 1914–1918) och Die göttliche Komödie des Dante Alighieri (1880, 2:a upplagan 1889).